# Sentiment d'abandon
Le sentiment d'abandon est une notion évoquée primitivement dans le cadre de soins d'ordre psychologiques sous le terme d'angoisse d'abandon, mais qui a été développée depuis quelques années dans un cadre politique.

## Notion initiale en psychologie
Dans un cadre psychologique, voire psychiatrique, le sentiment d'abandon est une névrose par laquelle le patient a impression d'un rejet de sa personne par son entourage familial, professionnel, social ou amical. Il peut entraîner l'anomie de la personne.

## Notion en sociologie politique
Sur un plan politique, l'expression est souvent reprise dans certains discours qui accusent les gouvernants de ne pas œuvrer de manière assez efficace pour satisfaire les intérêts des citoyens et de délaisser volontairement ou involontairement certaines catégories sociales.